# Louis Creek Indian Reserve 4
Louis Creek Indian Reserve 4 är ett reservat i Kanada.   Det ligger i provinsen British Columbia, i den södra delen av landet, 3 300 km väster om huvudstaden Ottawa.
I omgivningarna runt Louis Creek Indian Reserve 4 växer i huvudsak barrskog. Trakten runt Louis Creek Indian Reserve 4 är nära nog obefolkad, med mindre än två invånare per kvadratkilometer.